# La Flamme sacrée
Pour plus de détails, voir Fiche technique et Distribution.
La Flamme sacrée (Keeper of the Flame) est un film américain de George Cukor, sorti en 1942.

## Synopsis
Le journaliste Steve O'Malley écrit la biographie d'un héros international mort dans sa voiture tombée du haut d'un pont. Sa veuve coopére à l'écriture du livre, et Steve apprend qu'elle aurait pu le prévenir de la présence du pont mais ne l'a pas fait...

## Fiche technique
- Titre : La Flamme sacrée
- Titre original : Keeper of the Flame
- Réalisation : George Cukor
- Scénario : Donald Ogden Stewart d'après un roman de I.A.R. Wylie
- Production  : Victor Saville et Leon Gordon producteur associé
- Société de production : Metro-Goldwyn-Mayer
- Musique : Bronislau Kaper, Bronislau Kaper (non crédité) et Mario Castelnuovo-Tedesco (non crédité)
- Photographie : William H. Daniels
- Montage : James E. Newcom
- Direction artistique : Cedric Gibbons
- Décors : Edwin B. Willis
- Costumes : Adrian
- Pays d'origine : États-Unis
- Format : Noir et blanc - 35 mm - 1,37:1 - Son : mono (Western Electric Sound System)
- Genre : Drame
- Durée : 100 minutes
- Dates de sortie :
  - États-Unis :décembre 1942
  - France : 23 juillet 1948

## Distribution
- Spencer Tracy : Steven 'Stevie' O'Malley
- Katharine Hepburn : Christine Forrest
- Richard Whorf : Clive Kerndon
- Margaret Wycherly : Mme Forrest
- Forrest Tucker : Geoffrey 'Geoff' Midford
- Frank Craven : Docteur Fielding
- Stephen McNally : Freddie Ridges
- Percy Kilbride : Orion Peabody
- Audrey Christie : Jane Harding
- Darryl Hickman : Jeb Rickards
- Donald Meek : M. Arbuthnot
- Howard Da Silva : Jason Rickards
- William Newell : Piggot

Acteurs non crédités :
- Crauford Kent : un ambassadeur
- Barry Norton : un journaliste